# Бакаєв Солтмурад Джабраїлович
Солтмурад Джабраїлович Бакаєв (рос. Солтмура́д Джабраи́лович Бака́ев, нар. 5 серпня 1999, Назрань, Росія) — російський футболіст, вінгер клубу «Рубін».

## Ігрова кар'єра

### Клубна

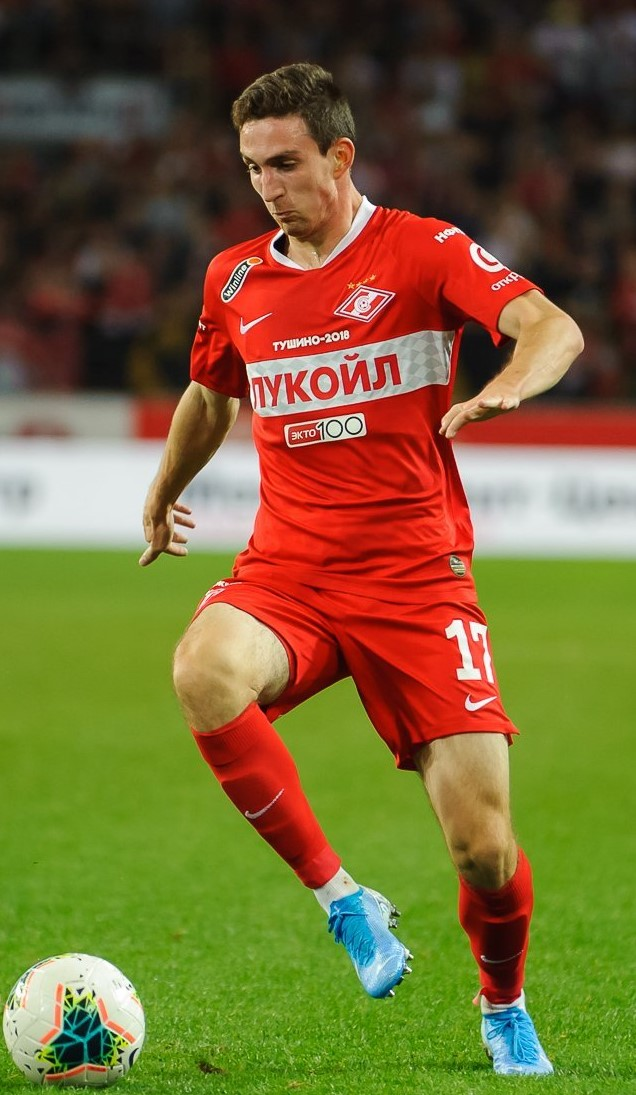
Солтмурад Бакаєв у складі «Спартака» в матчі проти «Браги»

Солтмурад Бакаєв народився у Дагестані у місті Назрань. Але займатися футболом почав у школі московського «Спартака». З 2016 року Солтмурад почав залучатися до молодіжної команди «Спартака». Разом з якою брав участь у Юнацькій лізі УЄФА.
Влітку 2018 року Бакаєв ще на два роки продовжив контракт з клубомі перейшов до другої команди, що виступає у Першій лізі. Літні збори 2019 року Солтмурад проводив з основою команди. І в серпні того року дебютував у РПЛ. Вже за кілька днів футболіст вперше вийшов на поле у матчі кваліфікації Ліги Європи.
В подальшому не маючи ігрової практики, взимку 2020 року Бакаєв підписав контракт на п'ять років з казанським «Рубіном». Дія контракта починалася після завершення сезону 2019/20. Та пізніше клуби досягли згоди, за якою футболіст до закінчення сезону переходив до «Рубіна». 1 березня 2020 року Солтмурад Бакаєв зіграв першу гру у складі «Рубіна».

### Збірна
У 2020 році Бакаєв зіграв дві гри у складі молодіжної збірної Росії.

## Досягнення
Спартак (М)
- Переможець молодіжної першості Росії: 2016/17

## Приватне життя
Солтмурад молодший брат Зелімхана Бакаєва — футболіста пітерського «Зеніта» та збірної Росії.